# Broadway (mikroprocesor)

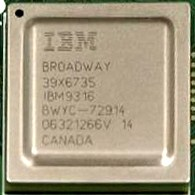
Mikroprocesor Broadway firmy IBM. Odniesienie do Kanady na zdjęciu pochodzi od miejsca pakowania (w tym przypadku IBM Canada w Bromoncie)

Broadway – procesor firmy IBM zastosowany w konsoli Wii firmy Nintendo. Produkowany w technologii 90 nm w technologii SOI, co umożliwiło zmniejszenie poboru mocy o 20% w stosunku do jego poprzednika, procesora Gekko, używanego w konsoli GameCube.
Układ produkowany był w fabryce półprzewodników 300 mm w East Fishkill w Nowym Jorku. Do tej pory, zarówno Nintendo, jak i IBM, ujawniły zaledwie kilka szczegółów dotyczących tej konstrukcji.

## Dane techniczne
- Taktowanie: 729 MHz,
- Technologia: 90 nm[1],
- Rdzeń według specyfikacji Power Architecture, zmodyfikowany specjalnie dla platformy Wii,
- Zgodny wstecz z procesorem Gekko.